# Vertheuil
Vertheuil település Franciaországban, Gironde megyében. Lakosainak száma 1308 fő (2022. január 1.). Vertheuil Saint-Seurin-de-Cadourne, Cissac-Médoc, Saint-Estèphe és Saint-Germain-d’Esteuil községekkel határos.

## Népesség
A település népessége az elmúlt években az alábbi módon változott:
| Lakosok száma | 765  | 910  | 1075 | 1143 | 1261 | 1269 | 1286 | 1314 | 1308 | 1308 |
|               | 1968 | 1982 | 1990 | 2006 | 2013 | 2015 | 2017 | 2019 | 2020 | 2022 |